# Sekvencijalni sklop
Sekvencijalni sklop je sklop kod kojeg vrijednost izlazne logičke varijable ne ovisi samo o vrijednosti ulazne logičke varijable već i o nekim dodatnim varijablama u kojima se pamti rezultat prethodnih ciklusa (na svom izlazu zadržavaju neku vrijednost iako ne postoje ulazni signali).
Sklopovi nakon prestanka ulaznih signala zadržavaju signale na izlazu.
Primjer sekvencijalnih sklopova su Bistabilni multivibratori koji imaju memorijsko svojstvo.